# Przemysław Lach
Przemysław Lach (ur. 16 kwietnia 1979 w Szamotułach) – polski siatkarz, grający na pozycji środkowego.

## Życiorys
Karierę siatkarską rozpoczął w 1995 w Jokerze Piła. Rok później grał w SMS-ie PZPS Rzeszów. W latach 1998–2001 był zawodnikiem Mostostalu Azoty Kędzierzyn-Koźle. W barwach tej drużyny zadebiutował w ekstraklasie. Zdobył z nią dwukrotnie mistrzostwo Polski i dwa razy puchar tego kraju.
W 2000 zaliczył 5 występów w reprezentacji narodowej.
Następnie reprezentował w ekstraklasie Gwardię Wrocław (2001–2002) i NKS Nysę (2002–2003). W sezonie 2003/2004 był graczem SPS-u Automark Zduńska Wola. Później ponownie grał w Pile (2004–2007), a następnie występował w I-ligowym KS-ie Poznań (2007–2008).

## Osiągnięcia sportowe
- 3. miejsce na mistrzostwach Polski juniorów
- 3. miejsce na mistrzostwach Europy i 4. na mistrzostwach Świata juniorów
- wicemistrzostwo Polski w 1999
- mistrzostwo Polski: 2000, 2001
- Puchar Polski: 2000, 2001